# Весёлые картинки (группа)
«Весёлые карти́нки» — советская и российская рок-группа, основанная в конце 1985 года в Москве Дмитрием Яншиным. Большая часть музыкального материала группы носила пародийно-издевательский характер с весьма сложными аранжировками, включающими в себя обязательные виртуозные гитарные пассажи с элементами этники и городского фольклора.

## История
Группа «Весёлые Картинки» была создана осенью 1986 года гитаристом легендарной московской группы «ДК» Дмитрием Яншиным. По утверждению Василия «Лонга» Бояринцева, директора «ДК», «Весёлые Картинки» представляли собой концертный вариант «ДК».
В первый состав группы вошли: Олег Андреев (бас-гитара), Александр Журавлев (ударные), Виктор Клемешов (тенор-саксофон, гитара, вокал), Сергей Летов (альт-саксофон). В данном составе ансамбль дал некоторое количество концертов.
Осенью 1986 год вместо покинувших группу А. Журавлева и С. Летова в группу пришли Игорь Белов (вокал, гитара) и Виктор Кузнецов (ударные). Именно в этом составе в 1987 году «Весёлые Картинки» становятся лауреатом рок-фестивалей «Черноголовка-87» и «Подольск-87». Группа также активно сотрудничает с фольклорным ансамблем «Край» - принимает участие в фестивале «Рок-фольклор-87», - при этом её за наличие в арсенале жёстких рок-композиций регулярно приглашают выступить в концертах чисто металлических групп. В ноябре 1987 года «Весёлые Картинки» ярко прозвучали на 1-м фестивале Харьковского рок-клуба, закрывая общую программу. 1987—1989 годы стали периодом регулярных выступлений в разных уголках страны. Изначальная фишка "нон-стоп" связала полноценный рок-концерт. Группу услышали Вильнюс и Душанбе, Ростов-на-Дону и Казань и многие другие города Советского Союза. Осенью 1989 года группа побывала на гастролях в ФРГ с присоединившимся музыкантом Эдуардом Губайдуллиным (гитара, балалайка).
Среди наиболее удачных записей «Весёлых Картинок» следует отметить альбомы «Шизгара» и «Символ Веры». Последний записан совместно с фольклористами Юрием Дружкиным и Петром Рец (участниками легендарного этнографического коллектива "Казачий Круг").
Состав группы неоднократно менялся: вокалистами были Е. Драйер, С. Поздняков, за ударной установкой можно было видеть А. Бурова и И. Портнова. Иногда с ними выступал коллега Д. Яншина по группе «ДК» саксофонист Сергей Летов. В 1998 году солисткой «Весёлых Картинок» стала Светлана Дьякова, ставшая вскоре женой руководителя группы, — что мужской частью было принято в штыки: они покинули Яншина и основали «Осоавиахим». На их место пришли Е. Э. Чугунков (ударные) и В. Сахаров (клавиши). 
В период с 1992 по 1997гг. в рамках коллектива существовали творческие подпроекты: "Алканоид" (автор творческого материала и фронтмен Александр Булычев) и "Николкины сказки" (автор творческого материала и вокалист Николай Лутковский).
18 августа 2006 года Дмитрий Яншин и его жена, вокалистка последнего состава «Весёлых картинок» Светлана Дьякова, трагически ушли из жизни. С их кончиной группа прекратила своё существование.

## Дискография
- «Песни дедов и отцов» (Магнитоальбом, 1989)
- «Рок-тон» (Магнитоальбом, 1989)
- «Агитбригада» (Магнитоальбом, 1989)
- «Шизгара» (1990, ТАУ Продукт, запись 1989 г., CD).
- «Символ веры» (1992. ТАУ Продукт, CD).
- «Концерт в Р-клубе» (1997, A.T.Publishing, CD\MC).
- Фестиваль «Поколено-97» (1997, A.T.Publisbing, сборник, CD\MC).
- «Козлик» (2000, Студия «Колокол», МС).
- «Каждому Своё. Jedem Das Seine» (2001, запись 2000, CDR)
- "Разное (2002, CD)"

## Цитаты
- «Я вовсе не отрекаюсь от того, что мы делали в „ДК“. Но я ощущаю себя прежде всего музыкантом, а не поэтом или артистом, поэтому для меня всегда представляло интерес не столько словесное, сколько музыкальное выражение идеи — выражение достаточно яркое и профессиональное, в нормальном смысле этого слова — понимая под профессионализмом не владение бумажкой о тарификации, а мастерство»[1] — Дмитрий Яншин, 1987.

## Состав на 2000 год
- Сергей Быков — зав. Отделом «Землетрясения» ЦИКРПО — бас-гитара.
- Светлана Дьякова — зав. Отделом «Регулирование естественных потребностей» ЦИКРПО — вокал.
- Плежа (в миру Александр Евсюков) — настоятель монастыря при ЦИКРПО — гитара.
- Вениамин Розов — послушник — барабан.
- Дмитрий Яншин — руководитель ВИА ВК при АПП ДО ЦИКРПО — гитара.